# La morte survit au 13
La morte survit au 13 est un roman policier de Stanislas-André Steeman paru en février 1958. C'est la treizième et dernière apparition de Wenceslas Vorobeïtchik, qui n'est encore qu'un enfant. Son père, qui porte le même prénom, est l'un des personnages essentiels de l'enquête.

## Résumé
Madame Adèle, veuve d'Albert, continue de tenir sa maison close au 13 de la rue des Cultes. Les notables de la ville viennent y retrouver les jeunes filles, dont Odile qui arrondit les fins de mois en faisant de la voyance. Un soir qu'un veuf vient faire tourner les tables avec elle, et qu'il interroge sa femme décédée pour savoir comment elle est morte, une armoire tombe, tuant Odile. La police ne tarde pas à découvrir que l'armoire a été volontairement poussée. Qui avait intérêt à ce qu'Odile se taise ? Ou plutôt, à ce qu'une morte ne puisse révéler les circonstances de sa propre mort ?

## Personnages
- Adèle Grandchien, dite Mme Adèle : tenancière de la maison du "grand 13".
- la vieille Maria : domestique du "grand 13".
- M. Ventre : voiturier.
- M. Sénéchal : pharmacien.
- M. Giacobi : juge de paix.
- M. Dunoyau : clerc de notaire.
- M. Bonnet : directeur des Galeries Parisiennes.
- Dr Gabrielle : médecin.
- Wenceslas Vorobeïtchik père.
- Wenceslas Vorobeïtchik fils.
- Odile, Olga, Mireille, Amadou, Fifi et Sabine : pensionnaires du "grand 13".
- M. Belarmand : capitaine de gendarmerie.
- M. Survenant : juge d'instruction.
- Pr Dupont-Masséna : "expert en sciences occultes".
- Mlle Sybille : son assistante.

## Autour du livre
- Le roman est dédié au comédien Pierre Fresnay, qui a interprété au cinéma le rôle de Monsieur Wens[1] ; la dédicace précise : ce roman qui lui révélera une ascendance inattendue.